# 뉴스 인터내셔널 전화 해킹 스캔들
뉴스 인터내셔널 전화 해킹 스캔들(News International phone hacking scandal)은 뉴스 코퍼레이션의 자회사인 영국의 뉴스 인터내셔널의 도청 행위 또는 그와 관련된 일련의 스캔들을 말한다.

## 같이 보기
- 아이팩